# Fédération RSA
La Fédération française des constructeurs et des collectionneurs d'aéronefs (Fédération RSA) a deux origines : le Réseau du Sport de l'Air (RSA), initiée lors d'une réunion à Paris le 24 novembre 1946 dépôt des statuts en préfecture de Lyon le 18 septembre 1947, chargé de l’organisation et de la promotion de la construction amateur d'avion, et la Fédération des aéronefs de collection, œuvrant pour la préservation du patrimoine aéronautique des aéronefs à caractère historique.

## Présentation
La Fédération RSA, est membre :
- du Conseil National des Fédérations Aéronautiques et Sportives (CNFAS) ;
- de la Fédération Aéronautique Internationale ;
- de l'EFLEVA (European Federation of Light, Experimental and Vintage Aircraft).

## Historique
Depuis 2009, le Réseau du Sport de l’Air (RSA), fondé en 1946 par Pierre Lacour (garagiste) et Georges Berault (avocat), de la fusion de l’AALL (Amicale de l’Aviation Légère de Lyon) et du Pou du Ciel Club de Valenciennes, s’est restructuré en s’associant avec la fédération des aéronefs de collection afin de fédérer le monde de la construction amateur et celui de la collection restauration d’aéronefs en créant la Fédération RSA.[réf. souhaitée]

## Organisation
La Fédération RSA, dont le siège social et administratif est à Paris, est une association régie par la loi du 1er juillet 1901.
Les administrateurs sont les membres du bureau, les présidents de région et les coordinateurs-inter régionaux.
La Fédération RSA fédère 55 clubs et environ 1 600 membres.

## Raisons d’être et activités
Dédiée à la construction et à la restauration d’aéronefs grandeur nature (ancien planeurs, anciens hélicoptères, ballons, autogires…), elle fait partie des acteurs majeurs du milieu aéronautique concernant l’évolution de la réglementation et la défense des intérêts de tous les constructeurs et collectionneurs, passionnés d’aviation légère, elle s’est donné pour mission de :
- conseiller et défendre l’intérêt des constructeurs et collectionneurs d’aéronefs ;
- de préserver le patrimoine aéronautique volant et maintenir le droit de voler pour les aéronefs anciens ;
- de promouvoir la construction et restauration d’aéronefs ;
- de contribuer, en tant qu’interlocuteur de la Direction Générale de l’Aviation Civile (DGAC), à la mise en œuvre de la réglementation et à la défense des constructeurs collectionneurs pilotes ;
- d’organiser des rassemblements (attribution de trophées sur différents types d’aéronefs) ;
- de tisser des liens avec des partenaires du monde aéronautique.

La Fédération du RSA édite trimestriellement une revue fédérale « les cahiers du RSA » publication depuis 1948 comprenant actualités, hommages, articles techniques construction et collection, réglementation, compte rendu de rassemblements et d’assemblées générales, agenda aéronautique.